# Guldborgsund
Pour la municipalité danoise, voir Guldborgsund (commune).

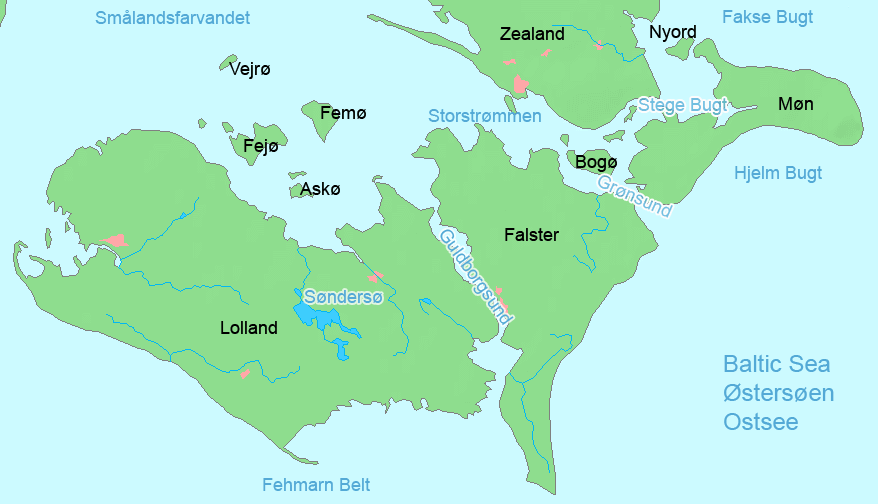
Le Guldborgsund entre les îles de Falster et de Lolland.

Le Guldborgsund est un détroit situé entre les îles danoises de Lolland et Falster. Il fait partie de l'aire maritime Cattégat, Øresund et Belts, et relie la baie de Smålandsfarvandet au nord à la mer Baltique au sud. Il est navigable pour les bateaux jusqu'à 6 mètres de tirant d'eau dans sa partie nord et est utilisé pour le trafic commercial jusqu'à Nykøbing Falster. La partie sud est beaucoup moins profonde avec une profondeur minimale de 2 mètres environ, et ne peut être utilisée que par les yachts et autres petites embarcations.
Le Guldborgsund est traversé par deux ponts basculants, le pont Frédéric IX à Nykøbing et le pont de Guldborgsund à Guldborg, à l'extrémité nord du détroit. Il existe aussi un tunnel immergé qui correspond à la route européenne E47 en provenance de Helsingborg, en Suède.
Les villes de Nykøbing Falster, Guldborg et Sundby ont chacune un port de plaisance dans le Guldborgsund. En outre, le musée de plein air du nom de Centre du Moyen Âge possède un port-musée qui a été creusé dans le milieu des années 1990. C'est le point de départ pour naviguer sur une reconstitution de navire médiéval comme le Gedesbyskibet.
Guldborgsund a accueilli en 2005 un jamboree national.
Guldborgsund est aussi le nom d'un dragueur de mines qui a servi dans la Marine Royale danoise de 1956 à 1993. Il a été construit par Stephens Brothers Inc. dans Stockton, États-Unis, et a lancé le 14 mars 1956. Deux moteurs diesel General Motors de 900 ch (670 kW) lui permettaient d'atteindre une vitesse maximale de 13,5 nœuds (25 km/h). Avec 375 tonnes de déplacement, il avait une portée de 3 600 milles nautiques (6 670 km) à plus de 7 nœuds (13 km/h). Son équipage comportait 33 à 37 hommes, dont quatre officiers. Il a été mis hors service le 4 mai 1993.

## Galerie

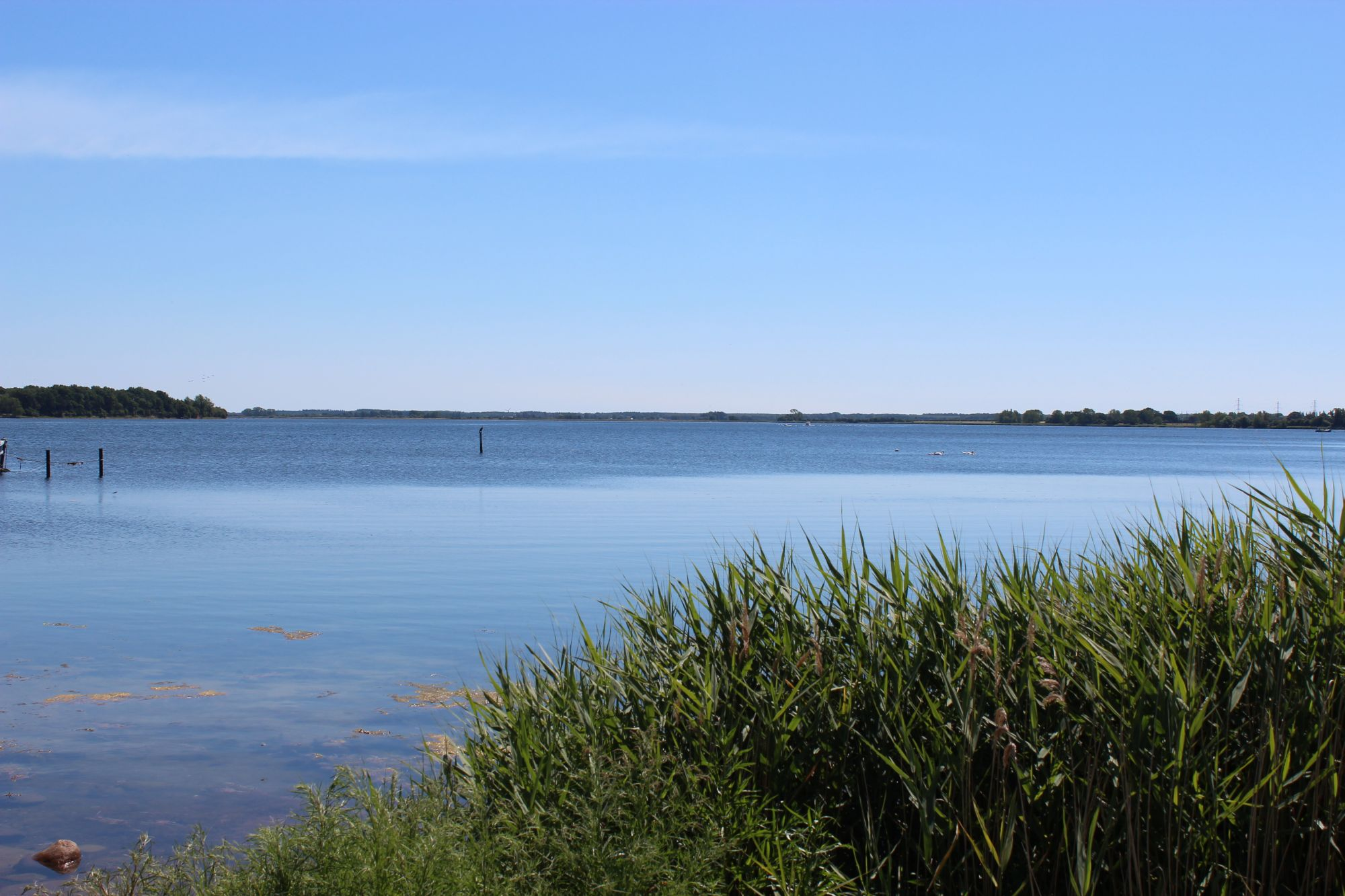
Guldborgsund : vue depuis le sud vers Guldborg.
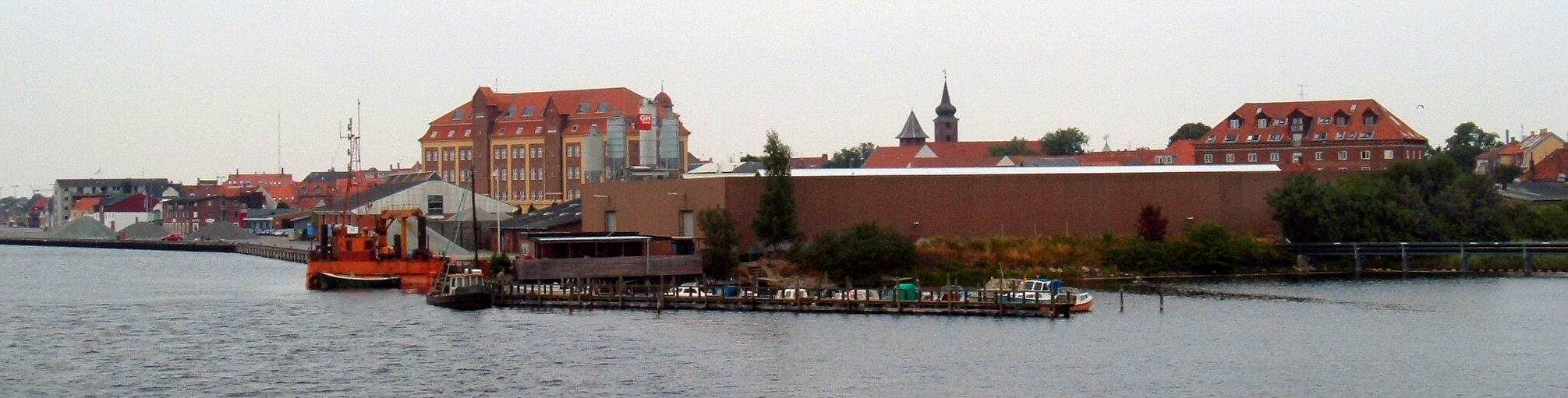
Le port industriel de Nykøbing Falster.
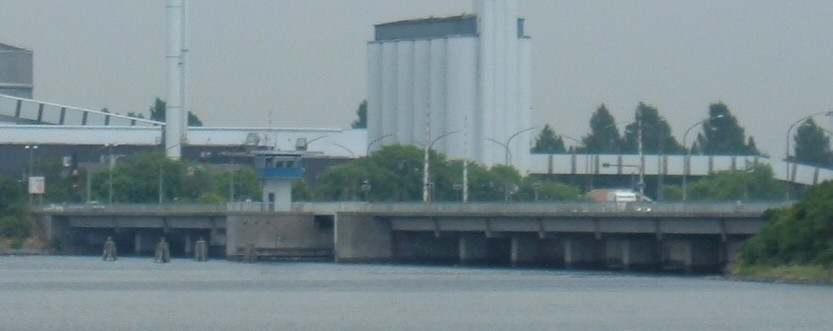
Le pont Frédéric IX qui traverse le Guldborgsund à Nykøbing Falster.
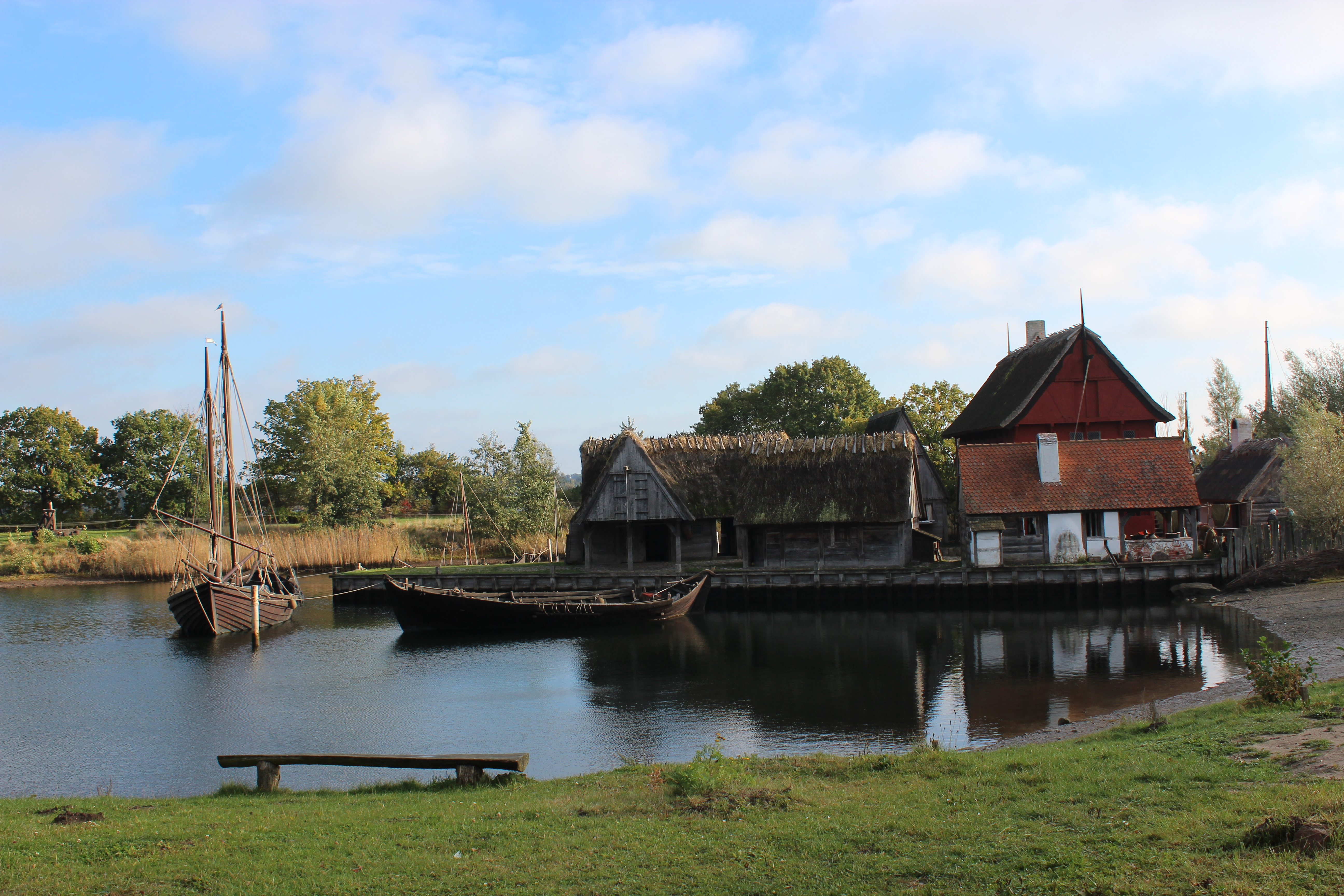
Le port au Centre du Moyen Âge.
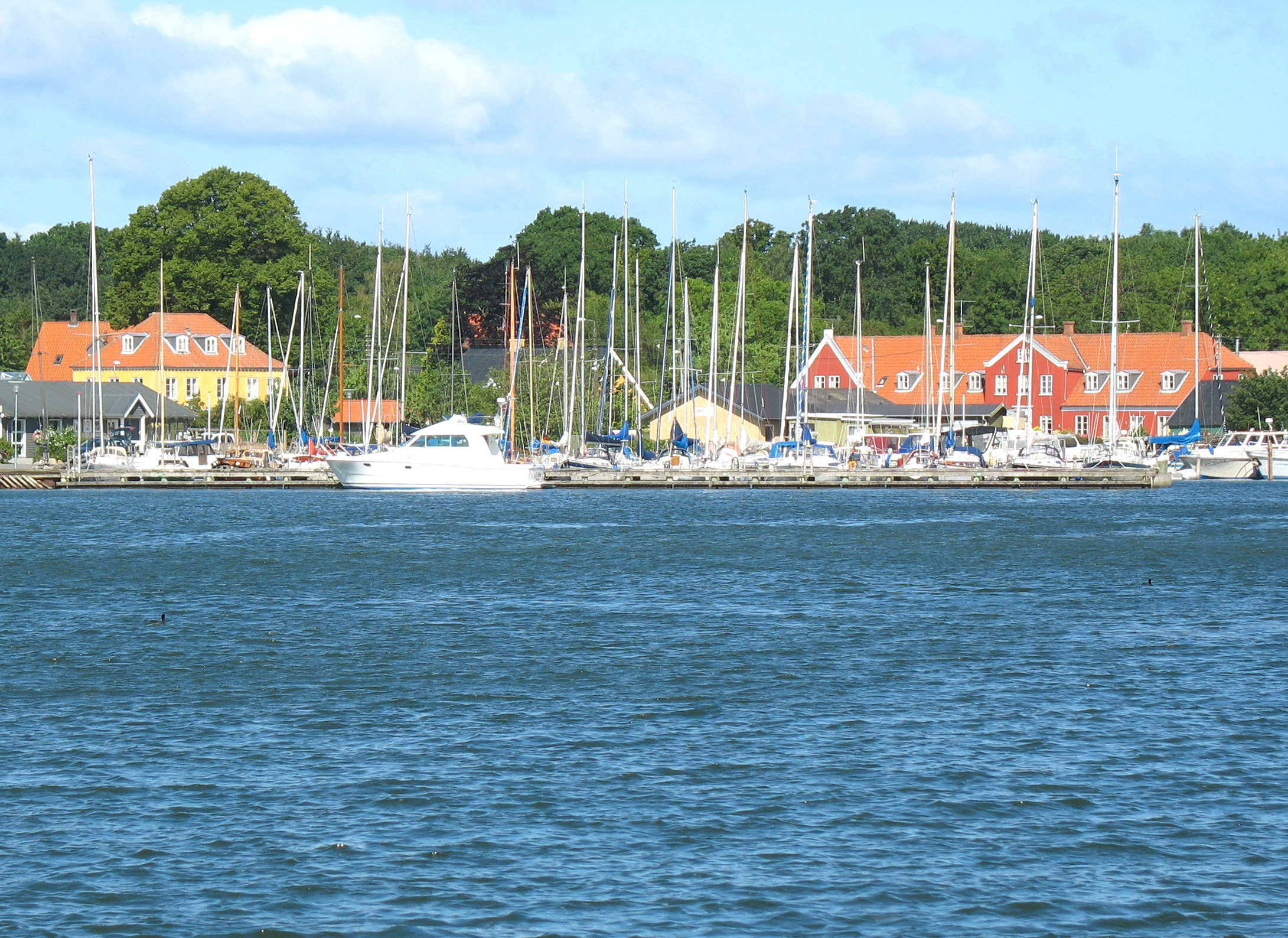
Le port de plaisance de Guldborg.
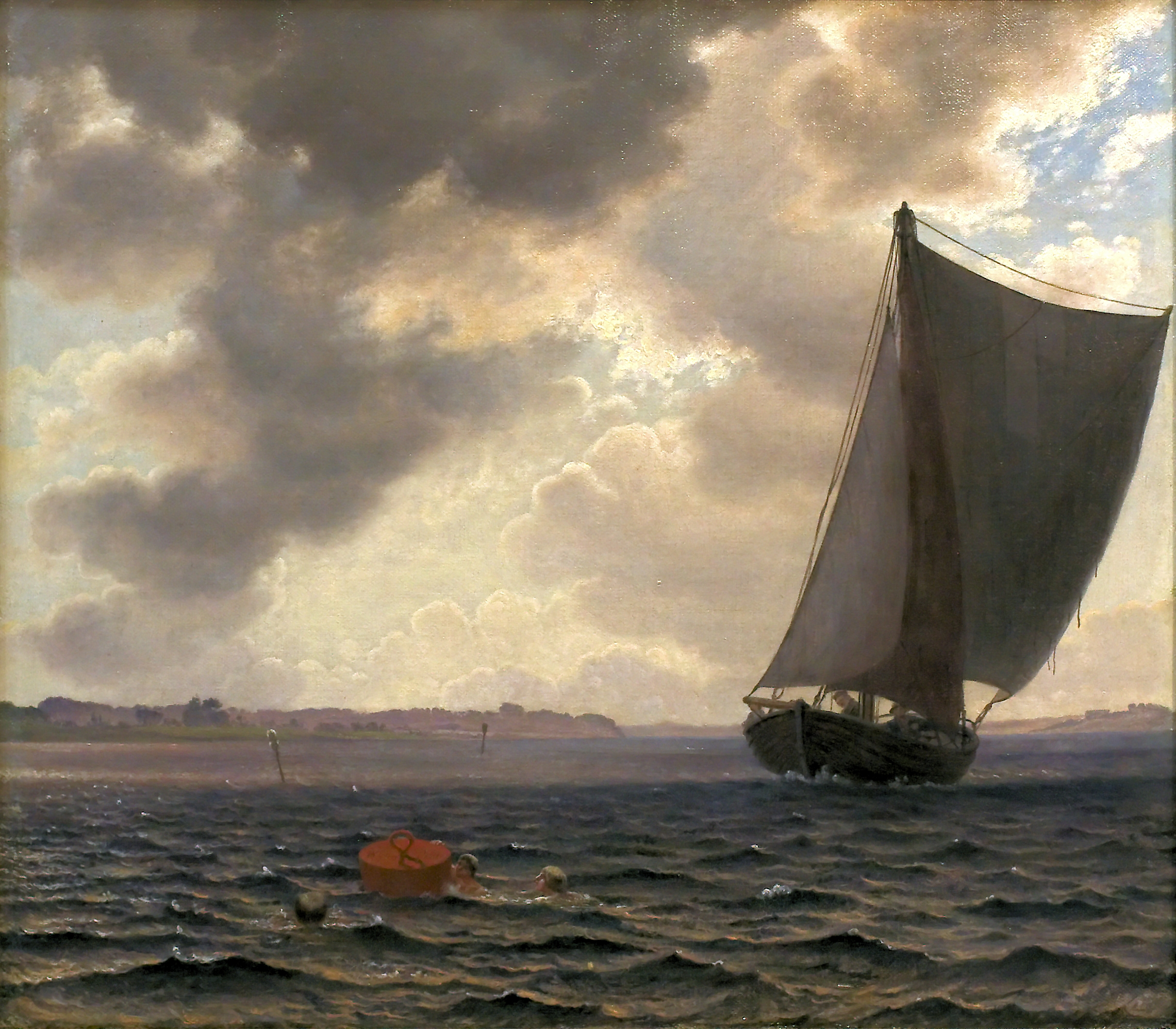
Sejlere på Guldborgsund (Marins sur Guldborgsund) dans la Galerie Nationale du Danemark, Copenhague.
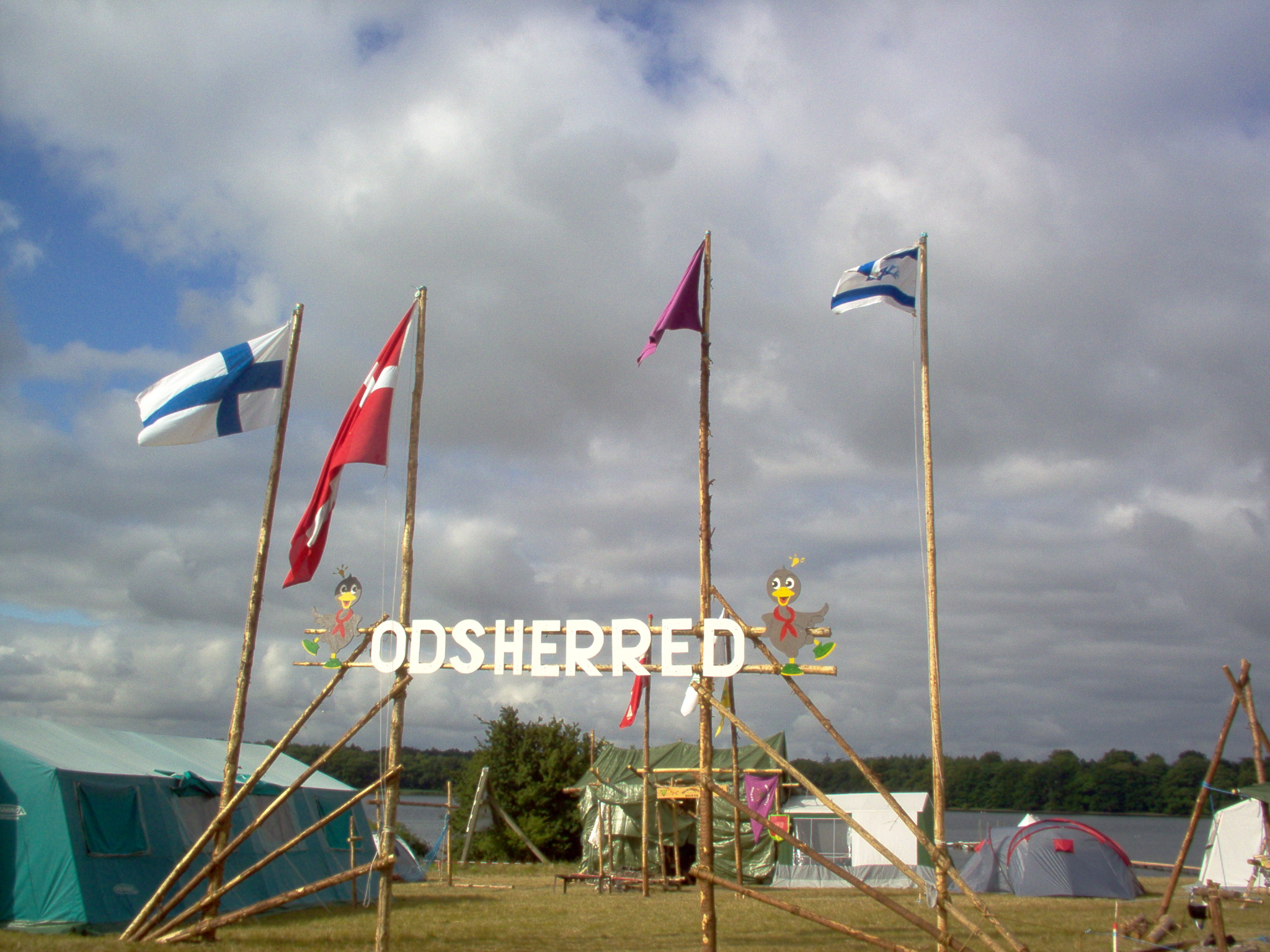
Jamboree national danois en 2005.